# Røldal stavkirke

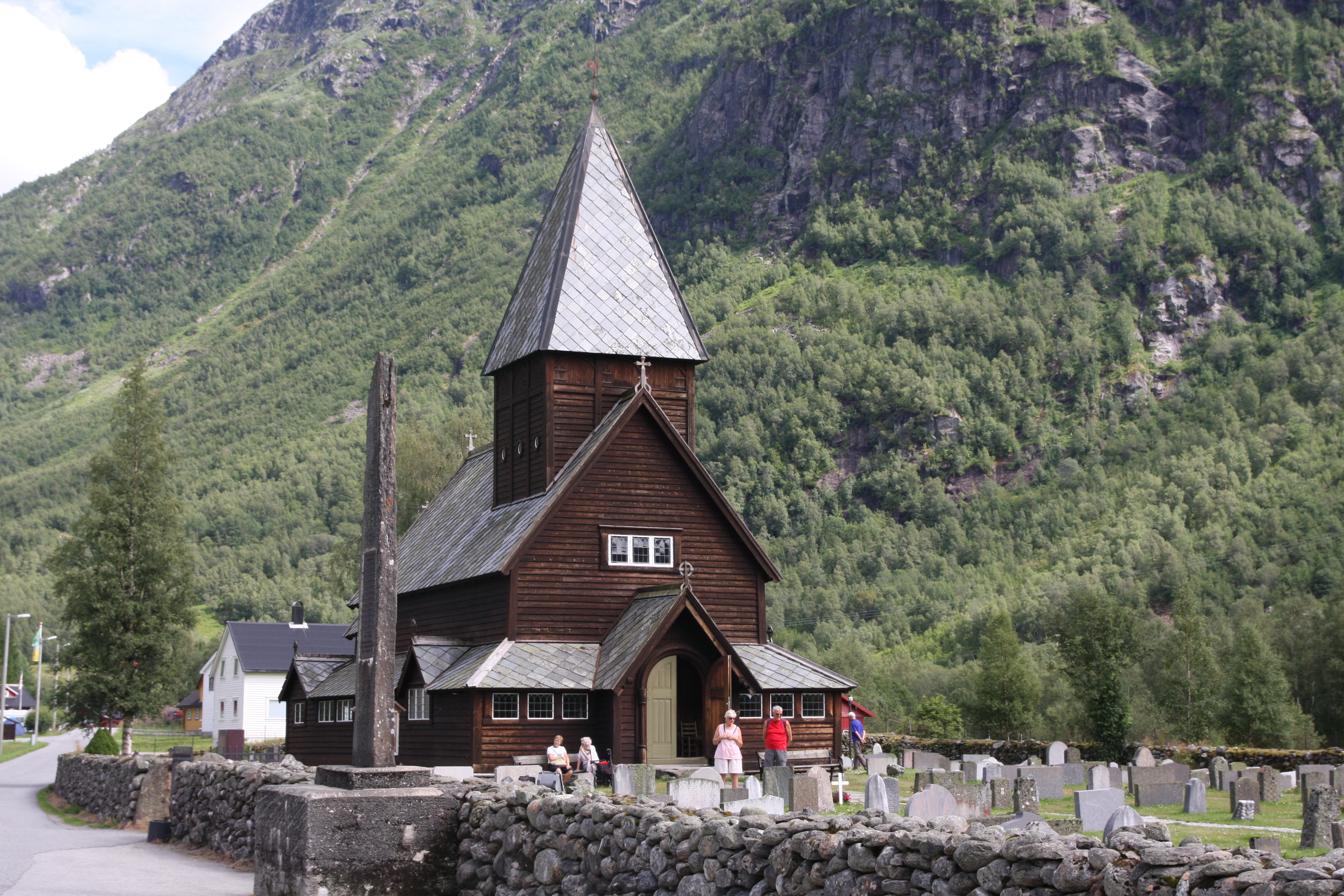
Kościół klepkowy Røldal

Røldal stavkirke – kościół klepkowy (sztabowy) znajdujący się w norweskiej gminie Ullensvang w prowincji Vestland w pobliżu trasy europejskiej E134. Kościół zbudowano około roku 1250; pierwsza pisemna wzmianka pochodzi z roku 1462.

## Historia

### Budowa
Kościół pierwotnie zbudowano jako prosty kościół jednonawowy. Chór był tej samej szerokości co nawa. Prace archeologiczne wykazały, że sztaby nośne stały bezpośrednio na kamiennym fundamencie. Odkryto je w 1844 roku, w trakcie przebudowy świątyni. Wtedy też podniesiono strop i dobudowano część zachodnią. Cały kościół okalał tak zwany svalgang (ganek z arkadami).

### Prace konserwatorskie 1915–1918
Pod kierownictwem architekta Jensa Z. Kiellanda przeprowadzono w latach 1915–1918 obszerne prace konserwatorskie. Usunięto drewniane okładziny ścian z XVIII wieku i odrestaurowano renesansowe wyposażenie. Wokół kościoła wybudowano nowy svalgang.
Większa część średniowiecznej konstrukcji w nawie głównej i na chórze wraz z odpowiadającymi im dachami została zachowana. Fragmenty portalu południowego są również oryginalne. W kościele znajduje się krzyż z XII wieku, steatytowa chrzcielnica pochodzi prawdopodobnie z XIII wieku.
W muzeum w Bergen są przechowywane fragmenty kościoła, zarówno konstrukcji, jak i jego wyposażenia, jak np. obraz i figury z ołtarza głównego, przedstawiające św. Olafa (około 1250 r.), Matkę Bożą (około 1250 r.) i Archanioła Michała (około 1200 r.).
W kościele do dziś odprawia się nabożeństwa.

## Pielgrzymowanie
Choć kościół z zewnątrz wydaje się niepozorny, to można w nim znaleźć malowidła autorstwa Gottfrieda Hendtzschela oraz krucyfiks, któremu przypisuje się moce uzdrawiające. Świątynia była od XIII wieku jednym z najbardziej znanych kościołów pielgrzymkowych w Norwegii. Szczególnie w noc świętojańską obchodzoną w Norwegii 24 czerwca przybywały tu tłumy pielgrzymów. Według legendy tego dnia krucyfiks zaczynał się pocić i jego uzdrawiająca moc była wtedy szczególnie silna. Dopiero później się okazało, że pocenie było wywołane dużą wilgotnością powietrza wydychanego przez licznie zgromadzonych pielgrzymów.

## Literatura
- Roar Hauglid: Norwegische Stabkirchen. Dreyer Verl., Oslo (Norwegen) 1977, ISBN 82-09-00938-9. (dt. Übers.; norwegischer Originaltitel: Norske stavkirker)
- Erich Burger: Norwegische Stabkirchen. Geschichte, Bauweise, Schmuck. Erstveröff., DuMont, Köln 1978 (= DuMont-Kunst-Taschenbücher; 69), ISBN 3-7701-1080-3.
- Yasuo Sakuma, Ola Storsletten: Die Stabkirchen Norwegens. Meisterwerke nordischer Baukunst. Genehmigte Lizenzausg., Bechtermünz-Verl., Augsburg 1997, ISBN 3-86047-239-9. (dt. Übers.)
- Bugge, Gunnar og Mezzanotte, Bernardino: Stavkirker, Oslo 1993, ISBN 82-504-2072-1.
- Bugge, Gunnar: Stavkirkene i Norge, Oslo 1981, ISBN 82-09-01890-6.
- Hauglid, Roar: Norske Stavkirker, Oslo 1973
- Jensenius, Jørgen H.: Viking, vol. LXI, 1998: S. 131–145